# 博蘭 (愛荷華州)
博蘭（英語：Bolan）是位於美國愛荷華州沃思縣的一個人口普查指定地區。

## 人口
根據2010年美國人口普查的數據，博蘭的面積為7.49平方千米，當中陸地面積為7.49平方千米，而水域面積為0.00平方千米。當地共有人口32人，而人口密度為每平方千米4.27人。